# 정준택경제대학
정준택경제대학(鄭準澤經濟大學)은 강원도 원산시에 위치한 조선민주주의인민공화국의 대학이다. 경제관료양성을 목표로 1960년 9월 1일에 원산경제대학의 이름으로 설치되었다.
설치 당시 대학에는 계획경제학부를 비롯하여 경제부문별 학부들과 경제전문학교교원양성을 위한 계획사범학과, 부기사범학과, 기술학교교원양성반(1년제)이 있었으며 통신 및 야간교육을 진행하였다.
1990년 10월 31일 조선민주주의인민공화국 중앙인민위원회 정령으로 정준택경제대학으로, 그 후 정준택원산경제대학으로 개칭하였다.
대학 산하에는 계획경제학부, 자재공급 및 로동행정학부를 비롯한 여러 학부들과 학생들의 교육을 위한 수십 개의 강좌와 연구소 도서관, 기숙사, 식당 등 편의시설들이 갖추어져 있다. 김일성 ‘표창장’과 ‘국기훈장 제1급’을 수훈하였다.